# Viktor Axelsen
Viktor Axelsen, född den 4 januari 1994 i Odense, är en dansk badmintonspelare.
Han tog OS-brons i herrsingel i samband med de olympiska badmintonturneringarna 2016 i Rio de Janeiro  och guld i Tokyo 2020. Vid olympiska sommarspelen 2024 försvarade han sitt OS-guld i singel.